# Công chúa sinh đôi
Công chúa sinh đôi (ふしぎ星の☆ふたご姫) là một bộ phim hoạt hình Nhật Bản năm 2005 của đạo diễn Kawamoto Shōgo với Satō Jun'ichi là đạo diễn chính và nhân vật được thiết kế bởi Birthday. Dựa trên ý tưởng ban đầu của Birthday năm 2003, nó được thực hiện bởi Nihon Ad Systems và TV Tokyo, và được tái xuất bản thành sê-ri truyền hình năm 2005. Phần tiếp theo có tựa Công chúa sinh đôi Gyu! (Fushigiboshi no Futagohime Gyu!) được công chiếu năm 2006 và phát sóng đến năm 2007.
Chuyển thể manga của tác phẩm do Anan Mayuki minh họa, được Shogakukan xuất bản thành hai tập tankōbon, về sau cũng ra mắt tại Việt Nam qua bản dịch của TVM Comics với nhan đề Công chúa song sinh của hành tinh diệu kỳ.